# La filosofía perenne
La filosofía perenne es un ensayo del escritor inglés Aldous Huxley elaborado en 1945 que trata sobre el término filosófico homónimo filosofía perenne con la intención de recopilar todas aquellas obras que lo definen y representan a lo largo de la historia y de la diversidad de culturas y tradiciones.

## Contenido
Philosophia Perennis fue un término adjudicado por Leibniz a un sustrato que trasciende la categorización y el racionalismo discursivo. Lo cual no es impedimento como para que no podamos apuntar tres leves indicios a los cuales remitirnos:
1. Sería, en primera instancia, la metafísica que descubre el velo de lo aparente y nos muestra la divinidad en la vida, en el pensamiento y en el trasfondo del mundo material.
2. También sería la psicología que nos rescata del alma nuestra cada vez más escondida esencia divina.
3. Y en definitiva, también en la praxis, aquella ética que reduce todo empeño a uno solo, la hermenéutica y gnosis de toda inmanencia y transcendencia del Ser.